# Operculage
L'operculage est dans l'industrie agroalimentaire l'action de recouvrir l'ouverture d'un contenant avec une pellicule de plastique ou d'aluminium lors de la mise en contenant d'un produit pour fournir au consommateur la preuve que le produit n'a pas été altéré avant l'achat.
La soudure est le plus souvent obtenue par conduction thermique en appliquant une pression avec un cordon sur mesure (d'où l'appellation également usitée de thermoscelleuse) mais il existe aussi des systèmes à induction et à ultrasons. L'opération peut-être faite sous atmosphère modifiée pour préserver les qualités organoleptiques et microbiologiques un certain temps (DLUO & DLC).
Depuis les années 2020, le remplacement du plastique par des fibres de papier ou des films recyclables est à l'étude pour être mis en œuvre avant 2040.
Il ne faut pas confondre avec une thermoformeuse en ligne qui partant d'une bobine de film, la déforme pour mouler un contenant qu'elle operculera après son remplissage (Form Fill Seal c’est-à-dire FFS).
Le plus ancien et le plus important constructeur s'appelle G. Mondini, inventeur de la machine en ligne (brevet en 1976),.